# Rokado (equipo ciclista)
El equipo Rokado fue un equipo ciclista alemán, de ciclismo en ruta que compitió entre 1972 a 1975.

## Principales resultados
- Vuelta a Suiza: Louis Pfenninger (1972)
- Gran Premio de Frankfurt: Gilbert Bellone (1972), Georges Pintens (1973)
- Vuelta a Andalucía: Georges Pintens (1973)
- París-Tours: Rik Van Linden (1973)
- Flecha Valona: Andre Dierickx (1975)

### A las grandes vueltas
- Giro de Italia
  - 2 participaciones (1973, 1974)
  - 4 victorias de etapa:
    - 4 el 1973: Gustaaf Van Roosbroeck, Gerben Karstens, Rik Van Linden (2)

  - 0 clasificación finales:
  - 0 clasificaciones secundarias:

- Tour de Francia
  - 2 participaciones (1972, 1973)
  - 0 victorias de etapa:
  - 1 clasificaciones secundarias:
    - Clasificación por puntos: Herman Van Springel (1973)

- Vuelta a España
  - 1 participaciones (1973)
  - 8 victorias de etapa:
    - 8 el 1973: Pieter Nassen (2), Gerben Karstens (4), Eddy Peelman (2)

  - 0 clasificaciones secundarias: